# Jacob Abbott
Jacob Abbott, född 14 november 1803 i Hallowell, Maine, död 31 oktober 1879 i Farmington, Maine, var en amerikansk barn- och ungdomsförfattare, bror till John Stevens Cabot Abbott.
Abbott var verksam som lärare och skrev mer än 200 smärre volymer, i vilka han sökte tillfredsställa ungdomens läslust genom enkla och rediga framställningar av vetandets alla grenar, mestadels i serier, som hängde lindrigt ihop genom en berättelsetråd. Sådana serier är Young christian (4 band 1825), The Rollo books (28 band), The Franconia stories (10 band), Harper's story books (36 band) och The gay family (12 band). Han har fått flera efterföljare.